# Beaurains
Beaurains är en kommun i departementet Pas-de-Calais i regionen Hauts-de-France i norra Frankrike. Kommunen ligger i kantonen Arras-Sud som tillhör arrondissementet Arras. År 2022 hade Beaurains 5 530 invånare.

## Befolkningsutveckling
Antalet invånare i kommunen Beaurains
| Referens: INSEE |